# USS LST-865
O USS LST-865 foi um navio de guerra norte-americano da classe LST que operou durante a Segunda Guerra Mundial.